# Saalmuellerana media
Saalmuellerana media là một loài bướm đêm trong họ Noctuidae.